# NGC 5479
NGC 5479 é uma galáxia elíptica (E-S0) localizada na direcção da constelação de Ursa Minor. Possui uma declinação de +65° 41' 28" e uma ascensão recta de 14 horas, 05 minutos e 57,3 segundos.
A galáxia NGC 5479 foi descoberta em 11 de Junho de 1884 por Lewis A. Swift.